# Aeropuerto de Orange Walk
El Aeropuerto de Orange Walk  (en inglés: Orange Walk Airport) también llamado Pista de aterrizaje Alfredo Martínez Chan Pine Ridge (Código IATA: ORZ - Código OACI: MZTH) es un aeropuerto de uso público situado a 1 milla náutica (1,9 km; 1,2 millas) al suroeste de Orange Walk Town, distrito de Orange Walk, en el país centroamericano de Belice. La pista de aterrizaje fue mejorada con asfalto en 2014.

## Aerolíneas y destinos
Lista de aerolíneas y destinos:
| Aerolíneas      | Destinos           |
| --------------- | ------------------ |
| Maya Island Air | Corozal, San Pedro |
| Tropic Air      | San Pedro          |